# Elefant Blau
El Elefant Blau (Elefante Azul) fue una plataforma fundada por los abogados Joan Laporta y Sebastià Roca, creada para denunciar la gestión del entonces presidente del Fútbol Club Barcelona, José Luis Núñez.
Los objetivos de la organización eran evitar la posibilidad de sacar a bolsa de valores el Fútbol Club Barcelona, transformándose en Sociedad Anónima Deportiva y que se produjera una excesiva inversión en fichajes.
A finales de 1997 promovió una moción de censura contra el presidente del FC Barcelona, José Luis Núñez. En enero de 1998, con la presentación de 6.014 firmas avalando la iniciativa, se convocó un referéndum, para el 7 de marzo del mismo año, para decidir si Núñez continuaba como presidente de la entidad.
En el referéndum, el presidente fue ratificado en el cargo, pero el gran número de votos a favor de la moción (24.863) consolidó al grupo Elefant Blau como una oposición real al presidente.
En 1999, la plataforma promovió una auditoría externa, para conocer la situación real del patrimonio del club, porque consideraba que la deuda era de 14.000 millones de pesetas.
Este continuo desgaste hacia el presidente hizo que en mayo de 2000, Núñez renunció a su cargo, convocando elecciones para junio, en las que salió vencedor Joan Gaspart, y la derrota, dentro de la candidatura de Lluís Bassat, de los integrantes de la plataforma, que acabó desapareciendo.